# 愛甲ひかり
愛甲 ひかり（あいこう ひかり、12月12日 - ）は、日本の女優、モデル。
宮崎県出身。

## 来歴
2019年本格的に芸能活動を開始。カネボウ「KATE MASK」ビジュアルモデルや「ISETAN MiRROR」のビジュアルモデルに抜擢されるなど、モデルとしての活動が広がる。
2020年に放送された『監察医 朝顔』（フジテレビ）で被害者の読者モデル役で出演し、SNS上で「可愛すぎる」と話題になる。
2021年から出演している『人生最高レストラン』（TBSテレビ）では番組中での豪快な飲みっぷりが視聴者から好感を得ている。
姉はモデルの愛甲千笑美。
義兄は福岡ソフトバンクホークス内野手 栗原陵矢。

## 人物・エピソード
特技は英会話、韓国語。趣味は料理と写真。
学生時代には留学経験もある。
尊敬する俳優は古川琴音、趣里、シム・ウンギョン。

## 出演

### テレビドラマ
- 監察医 朝顔 第2シリーズ 第9話（2020年12月28日、フジテレビ）
- ルパンの娘 第2シリーズ第2話（2020年10月22日、フジテレビ）

### 映画
- MADCATS（監督：津野励木）（公開日未定）
- 花束みたいな恋をした（2021年）

### バラエティ
- 人生最高レストラン（TBS）
- 爆報! THE フライデー（TBS）
- タビフク。 （BS-TBS）[2]

### CM
- KADOKAWA「BOOK☆WALKER」（2021年-）
- LINEWORKS（2020年-）
- サントリー「こだわり酒場のレモンサワー」（2020年-）

### 広告
- カネボウ「KATEMASK」（2021年-）
- ジョンソン・エンド・ジョンソン「ワンデー アキュビュー® ディファイン® モイスト® フレッシュ シリーズ」（2021年-）
- ISETANMiRROR2021S/S（2021年-）
- KOSE「エスプリーク」
- ミルボン
- ロート製薬「メンソレータムＡＤボタニカル」

### 雑誌
- MAQUIA
- hanako
- CanCam
- GINZA
- ar (雑誌)

### MV
- ビッケブランカ「北斗七星」（2021年）
- Rin音「April True」（2021年）
- LAMPINTERREN「ほむらの果て」（2020年）

### WEB
- RAGE BLUESPRING 2021 Spring (アダストリア)
- The pink closet
- 恋リアなんて嘘だらけ?（2022年12月28日、BUMP） - ユナ 役[3][4]